# Израильско-шведские отношения
Израильско-шведские отношения — двусторонние отношения между Государством Израиль и Королевством Швеция. У Израиля есть посольство в Стокгольме, а у Швеции есть посольство в Тель-Авиве, консульство в Иерусалиме и почётные консульства в Хайфе и Эйлате. Дипломатические отношения между двумя странами сильно пострадали после того, как Швеция стала первым государством-членом ЕС, которое признало независимость Палестины в 2014 году. Другие государства ранее также признавали Палестинское государство, но это случилось до того, как они вошли в состав ЕС. Посол Израиля в Швеции — Ицхак Бахман.

## История
Швеция голосовала за План ООН по разделу Палестины, предложенный UNSCOP (председатель шведский юрист Эмил Сандстрём) в 1947 году, который стал правовой основой образования Государства Израиль. Королевство также предложило услуги графа Фольке Бернадота, шведского дипломата, чтобы помочь ООН в переговорах между арабскими и палестинскими жителями. Шведский аристократ добился шаткого перемирия между только что образованным Государством Израиль и его арабскими соседями, которые собрались атаковать Израиль в мае 1948 года, а затем пытался договориться о более длительном перемирии. 17 сентября 1948 года подпольная группировка «Лехи», также известная как «Stern Gang», убила Бернадота. Операцией руководил Йегошуа Цеттлер, исполнителями стала группа из 4 человек под командованием Мешулам Маковер. Смертельные выстрелы произвел Йегошуа Коэн. Совбез ООН описал убийство как «трусливый акт, который, вероятно, совершила криминальная террористическая группировка». Лехи рассматривали Бернадота как ставленника англичан и арабов, и, как следствие, видели в нём серьёзную угрозу появлению Государства Израиль и боялись, что временное израильское правительство примет его план, который Лехи считали катастрофическим.
Вскоре после убийства израильское правительство выпустило указ о предотвращении террористической деятельности и объявило «Лехи» террористической группировкой. Многие члены организации Лехи были арестованы, включая её лидеров Натана Елин-Мора и Матитиагу Шмулевича. Израильский премьер-министр Давид Бен-Гурион быстро объявил Лехи вне закона, как «банду разбойников, трусов и подлых интриганов», но 5 месяцев спустя он объявил всеобщую амнистию и выпустил их всех на свободу. Швеция полагала, что убийство было спланировано скорее правительством Израиля, чем одиночными террористами. Она сочла расследование и его последствия несоразмерными совершенному преступлению. Полицейское расследование не было начато в первые 24 часа после убийства, и, согласно израильскому историку Амистуру Илану, расследование было «дилетантским». Только в 1995 году Шимон Перес официально выразил «сожаление, что его убили террористическим способом». Швеция со своей стороны пыталась затянуть принятие Государства Израиль в ООН. Отношения между Швецией и Израилем оставались прохладными в результате убийства графа, а также потому, что Израиль амнистировал виновных.
Отношения между Швецией и Израилем были хорошими в 1950-60-х гг., когда Таге Фритьоф Эрландер занимал пост премьер-министра Швеции. Он выражал сильную поддержку Израилю во время Шестидневной войны.
Улоф Пальме, который сменил Эрландера на посту главы правительства и лидера Социал-демократической партии Швеции в 1969 году, был более критичен по отношению к США и их союзникам, включая Израиль. В 1969 году СДПШ приняла нейтралитет в отношении палестино-израильского конфликта. Новый политический курс был скорректирован шведским дипломатом Гуннаром Йеррингом, спец. посланником Гос. секретаря ООН (т. н. миссия Йерринга).
В октябре 1973 года во время Войны Судного дня Министр иностранных дел Швеции Викман, Кристер критиковал Израиль и заявил, что проблемы на Ближнем Востоке не могут был решены военным превосходством. В июне 1981 года Швеция осудила израильскую атаку на ядерный реактор Осирак в Ираке, как «очевидное нарушение международного права». В июле 1982 года после Первой Ливанской войны премьер-министр Улоф Пальме сравнил израильское обращение с палестинскими детьми с тем, как нацистская Германия обращалась с еврейскими детьми в концлагерях и гетто во время Второй Мировой войны. В декабре 1988 года председатель ООП Ясир Арафат посетил Стокгольм по приглашению шведского правительства. После двух дней переговоров Арафат объявил, что он теперь признаёт право Израиля на существование и прекращает любую террористическую деятельность.
В октябре 1999 года шведский премьер Ханс Йоран Перссон посетил Израиль, предложив свои услуги в качестве посредника на палестино-израильском мирном урегулировании. Визит Перссона стал первым официальным визитом главы правительства Швеции в Израиль с 1962 года, когда страну впервые посетил шведский премьер-министр Таге Эрландер.
В январе 2004 года посол Израиля в Швеции Цви Мазель разрушил художественное изображение шведско-израильского художника Дрора Фейлера на выставке Шведского музея национальных древностей в Стокгольме. Картина представляла собой изображение палестинской террористки-самоубийцы Ханади Джарадат в виде «Белоснежки». Действия Мазеля вызвали дипломатический скандал в отношениях между двумя странами.

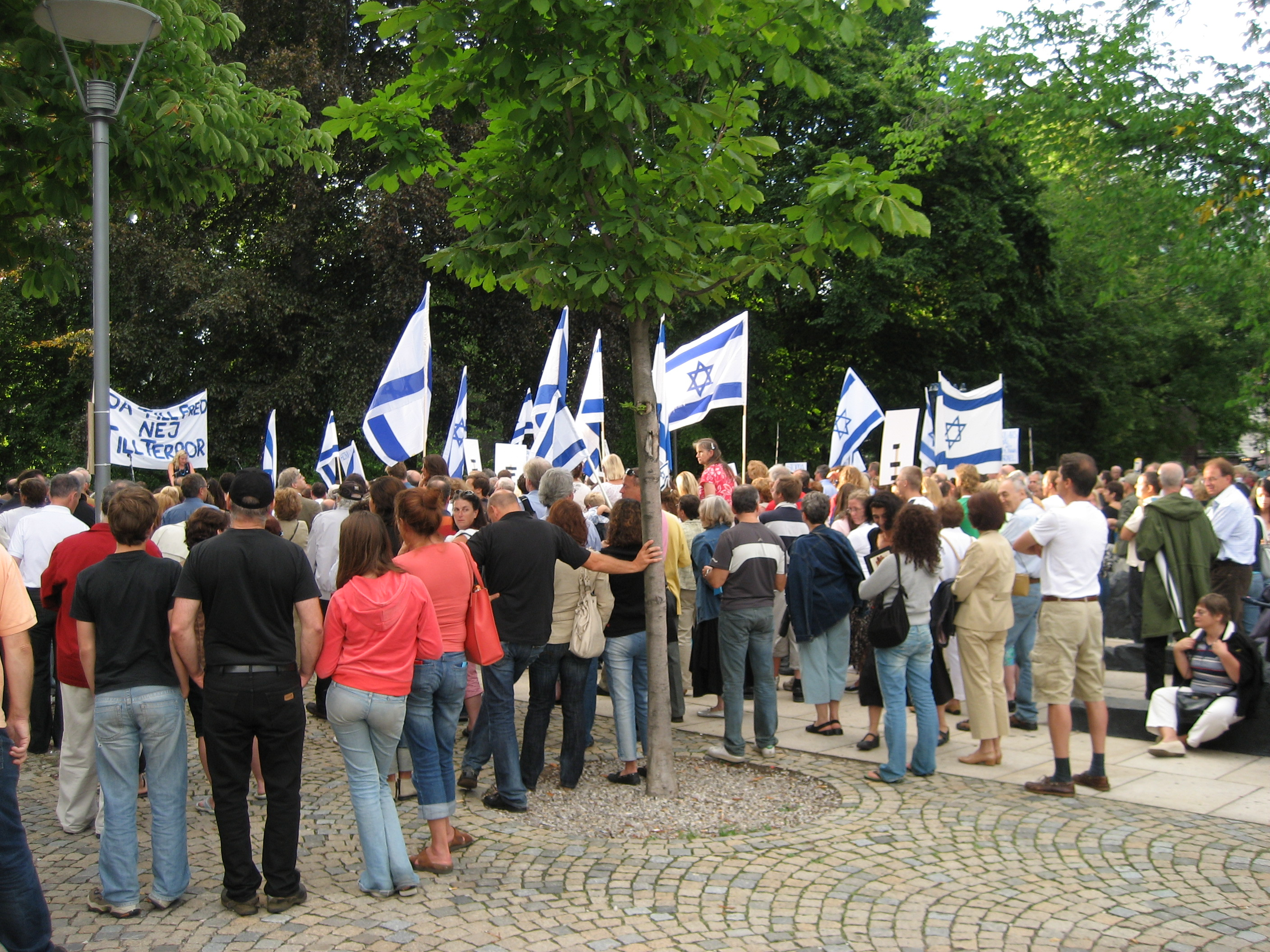
Произраильская демонстрация в Стокгольме на пл. Рауля Валенберга, 20 августа 2006 года.

Во время Второй ливанской войны 2006 года глава МИД Швеции Йан Элиассон критиковал действия как Хезболлы, так и израильский ответ на них. Во время военной операции в Газе в январе 2009 года глава МИД Карл Бильд критиковал Израиль и призывал к немедленной остановке огня.
В августе 2009 года возник дипломатический скандал после публикации в шведском таблоиде «Aftonbladet», который утверждал, что ЦАХАЛ замешан в «выращивании органов» у убитых палестинцев. Израиль призвал шведское правительство осудить статью, которую описали как «манифест антисемитизма» и современный «кровавый навет». Шведское правительство отказалось это делать, ссылаясь на свободу прессы и конституцию государства.

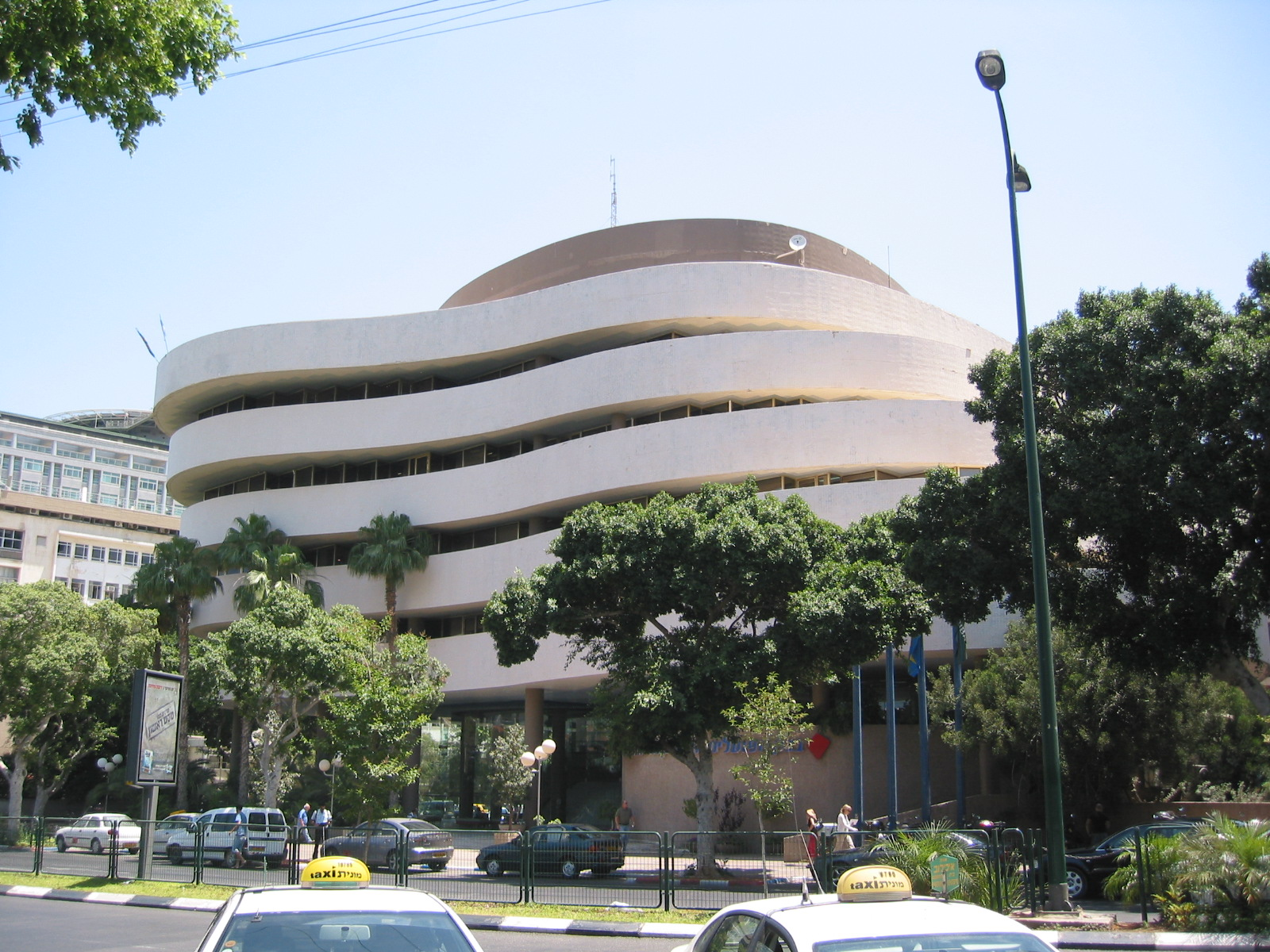
Бейт Асия (Дом Азия) на ул. Вайцман, д. 5 — здесь расположено посольство Швеции в Тель-Авиве

В октябре 2014 года прошли выборы в Риксдаг и получившая большинство Социал-демократическая рабочая партия Швеции сформировала правительство под руководством Стефана Лёвена. Он объявил, что Швеция признает независимость Государства Палестина, потому что «конфликт между Израилем и Палестиной может быть решен только по принципу „два государства для двух народов“… Решение, предполагающее образование двух государств, требует взаимного признания и воли к мирному сосуществованию. Поэтому Швеция признает независимость Палестины.» В ответ на это заявление, офис главы израильского МИД Авигдора Либермана заявил, что «он сожалеет, что новый премьер-министр поспешил сделать заявление о позиции Швеции по вопросу признания независимости Палестины, очевидно до того, как у него появилось время тщательно изучить проблему.» и что посол Швеции будет приглашён на «беседу» по этому поводу. Либерман также заявил: «Лёвен поспешил сделать заявление … очевидно, перед тем как он мог углубиться в изучение проблемы и понять, что именно палестинцы тормозят весь процесс» в достижении мира с Израилем. Он также призвал Лёвена «сфокусироваться на более важных проблемах региона, таких как ежедневные массовые убийства в Сирии, Ираке или где-либо еще.». Израиль отозвал своего посла из Швеции, Исаака Бахмана, для консультаций; он вернулся на свою работу через месяц. В декабре Либерман объявил, что намеревается бойкотировать визит своего шведского коллеги в Израиль, и добавил, что «отношения на Ближнем Востоке гораздо более сложные, чем мебель из ИКЕА, которую можно собрать самому.» Министр иностранных дел Швеции Марго Валльстрём ответила на колкое замечание Либермана: «Я с радостью отправлю ему упаковку предмета мебели из ИКЕА. Он сможет увидеть, что для того, чтобы собрать все вместе, в первую очередь, необходим партнёр. И с ним нужно работать вместе, и нужна хорошая инструкция по сборке и я думаю, у нас есть большинство из этих компонентов.» В январе 2015 года было объявлено, что она отменила свой визит в Израиль без дополнительных подробностей. Целью визита в первую очередь было почтить память Рауля Валленберга, шведского дипломата, который спас десятки тысяч евреев от отправки в концлагеря, выдавая им шведские документы во время Второй мировой войны.
В августе 2018 года шведский бизнесмен Стефан Абрахамссон (Stefan Abrahamsson) организовал судно, которое отправилось в Израиль из Швеции в качестве знака солидарности с еврейским государством в отличие от «флотилий свободы», которые отправлялись на Ближний Восток из Швеции в поддержку жителей Сектора Газа. По плану мореплавателя судно должно прибыть в порт Герцлии в середине октября 2018 года.

## Коммерческие и торговые связи
Шведская сеть магазинов одежды «H&M» открыла свой первый магазин в Тель-Авиве в 2010 году, а позже ещё 5 магазинов в других городах Израиля. Планируется открыть ещё несколько магазинов в области Большого Тель-Авива (Гуш-Дан).
В 2014 году Израиль экспортировал товаров в Швецию на общую сумму 185 млн долл. США, главным образом электронику, в то время как Швеция экспортировала в Израиль товаров на 491 млн долл. США: транспортные средства и машинное оборудование.

## Культурные связи
Ассоциация Шведско-Израильской дружбы — располагающаяся в Швеции организация, которая работает над расширением культурных связей между двумя странами. Она была основана в Стокгольме в 1953 году, имеет местные отделения в Гётеборге и Мальме, открытые годом позже. Сегодня ассоциация включает 26 местных отделений, в которых работают около 3000 сотрудников.